# Laura Weissbecker

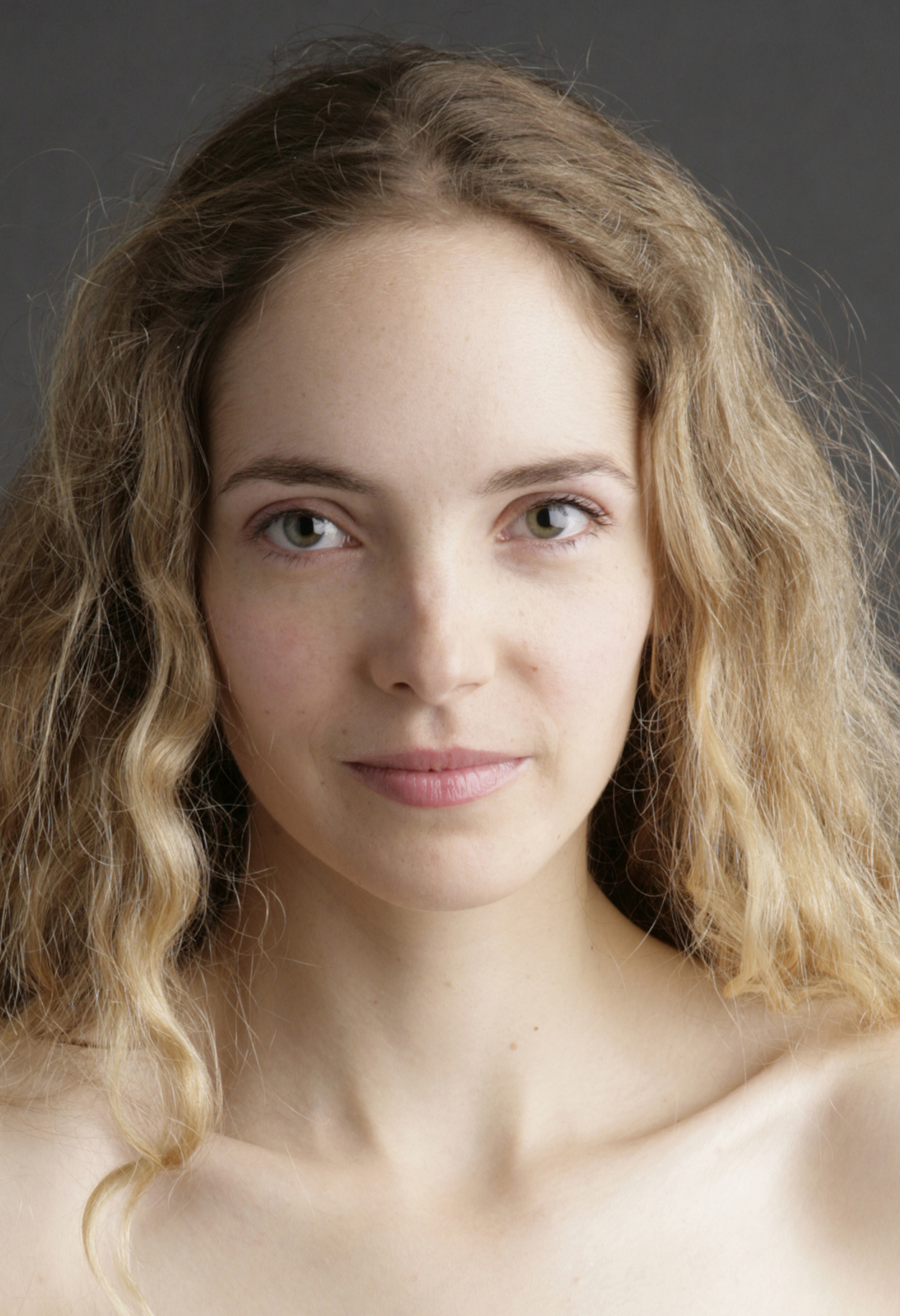
Laura Weissbecker 2009

Laura Weissbecker (* 3. Oktober 1984) ist eine französische Schauspielerin.

## Leben
Laura Weissbecker ist in einer Familie mit deutschen Wurzeln unweit der deutsch-französischen Grenze in Straßburg aufgewachsen. Sie hat einen Bruder und eine Schwester.
Sie begann ihre Filmkarriere 2003 mit einer kleinen Rolle an der Seite von François Cluzet in France Boutique von Tonie Marshall. 2005 war sie in einer Nebenrolle in Cédric Klapischs L’auberge espagnole – Wiedersehen in St. Petersburg mit Romain Duris, Audrey Tautou und Cécile de France zu sehen. In dem Dokumentarfilm Versailles – Le rêve d’un roi (2008) über Ludwig XIV. spielte sie dessen Mätresse Louise de La Vallière. Dem deutschen Publikum ist sie in dem Fernsehfilm Achtung Arzt! von Rolf Silber an der Seite von Annette Frier und André Röhner vorgestellt worden.
Laura Weissbecker arbeitet in Frankreich, Deutschland, den Vereinigten Staaten und der Volksrepublik China. Sie spricht neben Französisch fließend Englisch und Deutsch. 2013 wurde sie in die Jury des Shanghai Filmfestivals berufen.

## Filmografie (Auswahl)
- 2003: France boutique
- 2004: Rue des sans-papiers
- 2005: L’auberge espagnole – Wiedersehen in St. Petersburg (Les Poupées russes)
- 2006: Ô Jérusalem
- 2006: Le Juge est une femme (Fernsehserie, eine Folge)
- 2007: Dombais et fils (Fernsehfilm)
- 2008: Versailles – Le Rêve d’un roi (Dokumentarfilm)
- 2008: La Résistance (Dokumentarreihe)
- 2008: Alicja Wonderland (Kurzfilm)
- 2008: Hard (Fernsehserie, drei Folgen)
- 2009: Ah! La libido
- 2009: Ligne de feu (Fernsehserie, acht Folgen)
- 2009: Le Mystère Joséphine (Fernsehfilm)
- 2010: Look (Fernsehserie, zwei Folgen)
- 2010: Achtung Arzt! (Fernsehfilm)
- 2012: Malgré-elles (Fernsehfilm)
- 2012: Armour of God – Chinese Zodiac (Sap ji sang ciu)
- 2012: Summer in Provence
- 2016: Mad Dogs (Fernsehserie, zwei Folgen)
- 2018: Breaking Brooklyn
- 2020: Le Voleur rose
- 2022: Covid-19 Ground Zero